# Пахомов, Артур Иннокентьевич
Арту́р Инноке́нтьевич Пахо́мов (16 февраля 1954, Антоновка — 14 октября 2020) — советский и российский тренер по боксу. Старший тренер якутских ШВСМ и РСДЮСШ, главный тренер сборной команды Якутии, личный тренер таких титулованных российских боксёров, как Георгий Балакшин и Василий Егоров. Заслуженный тренер России (2001).

## Биография
С юных лет увлекался спортом, пробовал себя в вольной борьбе, футболе, баскетболе, но во время учёбы в девятом классе местной школы со совету двоюродного брата сделал выбор в пользу бокса. Уже через год одержал победу на первенстве якутского совета добровольного спортивного общества «Спартак» в весовой категории до 48 кг.
Проходил срочную службу в рядах Вооружённых Сил СССР в Магадане, позже проходил подготовку в Ленске под руководством мастера спорта Виталия Малюка. В этот период побеждал на чемпионате Дальнего Востока, на чемпионате ЯАССР, на всесоюзных турнирах в Сухуме и Днепропетровске, был призёром первенств «Спартака» и «Трудовых резервов». В 1980 году выполнил норматив мастера спорта СССР.
Окончил Якутское педагогическое училище № 1 и Якутский государственный университет.
Ещё будучи действующим спортсменом, начиная с 1979 года активно занимался тренерской деятельностью. В течение многих лет работал старшим тренером по боксу в Республиканской специализированной детско-юношеской спортивной школе города Якутска и в якутской Школе высшего спортивного мастерства. Занимал должность главного тренера сборной команды Якутии по боксу.
За годы тренерской работы подготовил двух мастеров спорта международного класса (Александр Иванов), 12 мастеров спорта СССР и России (Айаал Алексеев, Пётр Барлуков, Валерий Васильев, Борис Винокуров, Алексей Григорьев, Эдуард Иванов, Василий Обоев, Владимир Павлов и др.), 20 кандидатов в мастера спорта. Один из самых известных его воспитанников — заслуженный мастер спорта Георгий Балакшин, бронзовый призёр Олимпийских игр в Пекине, трёхкратный чемпион Европы, обладатель бронзовой медали чемпионата мира. Также его учеником является заслуженный мастер спорта Василий Егоров, двукратный чемпион Европы, серебряный призёр мирового первенства, участник Олимпийских игр в Рио-де-Жанейро.
В 2001 году удостоен почётного звания «Заслуженный тренер России», в 2019 году — почётного звания «Заслуженный работник физической культуры России». В 2003 году признавался лучшим тренером Дальневосточного федерального округа. Заслуженный тренер Республики Саха (Якутия), заслуженный тренер Якутской АССР, почётный работник физической культуры и спорта Республики Саха (Якутия). Лауреат Государственной премии Республики Саха (Якутия) имени Д. П. Коркина в области физической культуры и спорта. Отличник физической культуры и спорта. Почётный член ДСО «Динамо» (2006), почётный динамовец (2008). Награждён знаком отличия «Гражданская доблесть», нагрудными знаками «За заслуги в развитии бокса в Республике Саха (Якутия)» (2006) и «За заслуги в развитии физической культуры и спорта Республики Саха (Якутия)» (2009), почётным знаком «За заслуги в развитии олимпийского движения в России» (2006). Почётной грамотой Государственного Собрания (Ил Тумэн) Республики Саха. Почётный гражданин Октябрьского наслега.
Скончался 14 октября 2020 года от двухсторонней пневмонии, вызванной коронавирусной инфекцией. 18 ноября его имя было присвоено республиканской спортивной школе олимпийского резерва по боксу.